# Scorpaena gibbifrons
Scorpaena gibbifrons behoort tot het geslacht Scorpaena van de familie van schorpioenvissen. Deze soort komt voor in het centraalwesten van de Grote Oceaan voornamelijk rond de Filipijnen op diepten tot 123 m.